# A Girl Must Live
Pour plus de détails, voir Fiche technique et Distribution.
A Girl Must Live est un film britannique réalisé par Carol Reed, sorti en 1939.

## Synopsis
Il existe une superstition dans les théâtres britanniques qui veut que si quelqu'un siffle dans les loges, l'actrice la plus proche de la porte va être licenciée, sauf si celle qui a sifflé va faire immédiatement trois tours sur elle-même dans le couloir. C'est ce qui arrive à Leslie James, qui se retrouve à tourner en petite tenue, sous les yeux du comte de Pangborouugh, un riche planteur qui vient juste de rentrer en Angleterre. Mais le comte a lui aussi été remarqué par deux autres danseuses, Gloria et Clytie, qui savent repérer les hommes riches et en tirer profit.
Lorsque toute la troupe est invitée dans la résidence du comte, il semble que Leslie ait gagné ses faveurs par sa discrétion. Mais Tante Primrose découvre le secret de la jeune femme, qui s'est enfuie de son pensionnat en Suisse et s'est fait engager sous un pseudonyme. Et justement la vraie Leslie fait son apparition.

## Fiche technique
- Titre original : A Girl Must Live
- Réalisation : Carol Reed
- Scénario : Frank Launder, Austin Melford (en), Michael Pertwee, d'après le roman d'Emery Bonnett
- Direction artistique : Alex Vetchinsky
- Photographie : Jack E. Cox
- Son : Bill Salter
- Montage : R.E. Dearing
- Production : Edward Black (en)
- Société de production : Gainsborough Pictures
- Société de distribution : Twentieth Century-Fox Film Corporation
- Pays d'origine :  Royaume-Uni
- Langue originale : anglais
- Format : Noir et blanc — 35 mm — 1,37:1 — son mono
- Genre : Comédie
- Durée : 92 minutes
- Dates de sortie : Royaume-Uni : 19 avril 1939

## Distribution
- Margaret Lockwood : Leslie James
- Renée Houston (en) : Gloria Lind
- Lilli Palmer : Clytie Devine
- George Robey : Horace Blount
- Hugh Sinclair : Michael, Comte de Pangborough
- Naunton Wayne : Hugo Smythe
- Moore Marriott (en) : Bretherton Hythe
- Mary Clare : Mme Wallis
- David Burns : Joe Gold
- Kathleen Harrison : Penelope
- Drusilla Wills (en) : Mlle Polkinghome
- Wilson Coleman (en) : M. Joliffe
- Helen Haye : tante Primrose
- Frederick Burtwell (en) : Hodder
- Muriel Aked (en) : Mme Dupont, la directrice
- Martita Hunt : Mme Dupont, son assistante
- Kathleen Boutall : Mme Blount
- Merle Tottenham (en) : une pensionnaire du collège
- Joan White : une pensionnaire du collège